# Liga de Diamante
Liga de Diamante (original: Diamond League) é uma série anual  de competições de atletismo disputadas desde 2010. Ela foi criada pela Associação Internacional de Federações de Atletismo (IAAF) com a finalidade de substituir a Golden League, que existia desde 1998.
Enquanto a competição anterior foi criada para melhorar o perfil das competições de atletismo europeias, a Liga de Diamante objetiva aumentar o apelo mundial do atletismo, criando competições fora da Europa pela primeira vez. Além dos membros originais da Liga de Ouro, exceto Berlim, o novo circuito abrange mais três continentes, com meetings na Ásia (Qatar e China), na América (Estados Unidos) e na África (Marrocos) e é disputada entre maio e setembro de cada ano.
Estados Unidos, Quênia e Jamaica são os três países com o maior número de conquistas no circuito, com um total de 78 vitórias entre eles nas modalidades disputadas desde 2010.

## Eventos atuais
As etapas que integram a Diamond League no circuito de 2024 são:
| Evento                      | Estádio                          | Cidade      | País           | Data                   |
| Xiamen Diamond League       | Egret Stadium                    | Xiamen      | China          | 20 de abril            |
| Diamond League Xangai       | Shanghai Stadium                 | Xangai      | China          | 27 de abril            |
| Doha Diamond League         | Qatar Sports Club                | Doha        | Catar          | 10 de maio             |
| Meeting de Rabat            | Estádio Príncipe Moulay Abdellah | Rabat       | Marrocos       | 19 de maio             |
| Prefontaine Classic         | Hayward Field                    | Eugene      | Estados Unidos | 25 de maio             |
| Bislett Games               | Bislett Stadion                  | Oslo        | Noruega        | 30 de maio             |
| BAUHAUS-galan               | Estádio Olímpico de Estocolmo    | Estocolmo   | Suécia         | 2 de junho             |
| Meeting de Paris            | Stade Sébastien Charléty         | Paris       | França         | 7 de julho             |
| Herculis                    | Stade Louis II                   | Fontvieille | Mônaco         | 12 de julho            |
| London Athletics Meet       | Estádio Olímpico de Londres      | Londres     | Reino Unido    | 20 de julho            |
| Athletissima                | Stade Olympique de la Pontaise   | Lausanne    | Suíça          | 22 de agosto           |
| Kamila Skolimowska Memorial | Stadion Śląski                   | Silésia     | Polônia        | 25 de agosto           |
| Golden Gala                 | Stadio Olimpico                  | Roma        | Itália         | 29 de agosto           |
| Weltklasse Zürich           | Letzigrund                       | Zurique     | Suíça          | 5 de setembro          |
| Memorial van Damme          | Stade Roi-Baudouin               | Bruxelas    | Bélgica        | 13/14 setembro (final) |

## Países com mais vitórias[3]
Não houve a edição de 2020 devido à pandemia.
| Pos. | País             | 2010 | 2011 | 2012 | 2013 | 2014 | 2015 | 2016 | 2017 | 2018 | 2019 | 2021 | Total |
| ---- | ---------------- | ---- | ---- | ---- | ---- | ---- | ---- | ---- | ---- | ---- | ---- | ---- | ----- |
| 1    | Estados Unidos   | 11   | 7    | 6    | 6    | 9    | 9    | 6    | 5    | 5    | 8    | 8    | 79    |
| 2    | Quênia           | 7    | 5    | 6    | 3    | 5    | 4    | 3    | 4    | 5    | 2    | 5    | 49    |
| 3    | Jamaica          | 1    | 2    | 4    | 3    | 3    | 1    | 3    | 1    | 1    | 2    | 1    | 22    |
| 4    | Etiópia          | 1    | 1    | 2    | 3    | 1    | 2    | 2    |      | 1    | 1    | 1    | 15    |
| 5    | Grã-Bretanha     |      | 3    | 1    | 1    |      | 1    | 1    | 2    |      | 1    | 1    | 12    |
| 5    | Alemanha         |      | 3    | 1    | 2    | 1    | 1    |      |      | 1    | 1    | 2    | 12    |
| 7    | República Tcheca | 1    | 0    | 2    | 2    | 1    | 2    | 1    | 2    |      |      |      | 11    |
| 8    | França           | 2    | 1    | 1    | 1    | 2    | 1    | 1    |      |      |      |      | 9     |
| 9    | Croácia          | 1    | 1    | 1    | 1    | 1    | 1    | 1    | 1    |      |      |      | 8     |
| 9    | Nova Zelândia    |      | 1    | 1    | 1    | 1    |      | 2    |      | 1    | 1    |      | 8     |